# جفری میسون
جفری میسون (انگلیسی: Geoffrey Mason; ۱۳ مهٔ ۱۹۰۲ – ۵ ژانویهٔ ۱۹۸۷) ورزشکار بابسلد اهل ایالات متحده آمریکا بود.
از افتخارات وی می‌توان به کسب مدال طلا در بازی‌های المپیک زمستانی ۱۹۲۸ اشاره کرد.